# Waiwerang
Waiwerang é uma vila localizada na ilha de Adonara, na Indonésia. No centro de Waiwerang existe um obelisco construído a partir de setembro 1960 a agosto de 1961 em um quadrado ao lado de outro quadrado que hospeda eventos governamentais e sociais.
Waiwerang é um porto de trânsito utilizado pelo transporte marítimo de e para Lamakera na ilha de Solor, Larantuca em Flores Oriental e Lewoleba na ilha de Lembata (Lomblen).